# Ломничка
Ломничка або Ломнічка (словац. Lomnička) — село в Словаччині, Старолюбовняському окрузі Пряшівського краю.
Вперше згадується у 1294 році.
В селі є римо-католицький костел св. Катерини з прибл. 1300 року та руїни протестантського костелу з 1785 року.

## Географія
Розташоване в північно-східній частині Словаччини в північно—західній частині Левоцьких гір в долині Ломницького потока. Протікає Колачковський потік.

## Населення
| Рік:            | 1994. | 2004.    | 2014.    | 2024.    |
| --------------- | ----- | -------- | -------- | -------- |
| Кількість осіб: | 1123  | 1797     | 2991     | 3728     |
| Різниця:        |       | +60,01 % | +66,44 % | +24,64 % |

| Рік:            | 2023. | 2024.   |
| --------------- | ----- | ------- |
| Кількість осіб: | 3583  | 3728    |
| Різниця:        |       | +4,04 % |

В селі проживає 2237 осіб.
Національний склад населення (за даними останнього перепису населення — 2001 року):
- словаки — 90,96 %
- цигани — 7,45 %
- поляки — 0,07 %

Склад населення за приналежністю до релігії станом на 2001 рік:
- римо-католики — 95,58 %,
- греко-католики — 0,13 %,
- православні — 0,07 %,
- не вважають себе віруючими або не належать до жодної вищезгаданої церкви- 4,23 %